# Комал (округ)
Округ Комал (англ. Comal county) — округ штата Техас Соединённых Штатов Америки. На 2000 год в нём проживало 78 021 человек. По оценке бюро переписи населения США в 2008 году население округа составляло 109 635 человек. Окружным центром является город Нью-Браунфелс.

## История
Округ Комал был сформирован в 1846 году из участка округа Бэр. Своё название он получил от названия реки Комал.

## География
По данным бюро переписи населения США площадь округа Комал составляет 1488 км², из которых 1454 км² — суша, а 34 км² — водная поверхность (2,29 %).